# ماريا كريستينا بيتانكورت
ماريا كريستينا بيتانكورت هي رامية القرص كوبية، ولدت في 15 ديسمبر 1947 في هافانا في كوبا.

## وصلات خارجية
- ماريا كريستينا بيتانكورت على موقع الاتحاد الدولي لألعاب القوى (الإنجليزية)
- ماريا كريستينا بيتانكورت على موقع اللجنة الأولمبية الدولية (الإنجليزية)
- ماريا كريستينا بيتانكورت على موقع أوليمبيديا (الإنجليزية)